# P/2012 WA34 (Lemmon-PANSTARRS)
P/2012 WA34 (Lemmon-PANSTARRS) — одна з короткоперіодичних комет сім'ї Юпітера. Ця комета була відкрита 26 листопада 2012 і 7 січня 2013 року; вона мала 20.5m та 21.1m на час відкриття.